# Dận Y
Doãn Y (tiếng Mãn: ᠶᡡᠨ ᡳ, Möllendorff: Yūn i, chữ Hán: 允禕, 1 tháng 9 năm 1706 – 30 tháng 6 năm 1755), Ái Tân Giác La, là người con thứ 20 sống đến tuổi trưởng thành của Thanh Thánh Tổ Khang Hi Đế.

## Tiểu sử
Hoàng tử Doãn Y nguyên danh là Dận Y (tiếng Mãn: ᡳᠨ ᡳ, Möllendorff: In i, chữ Hán: 胤禕), sinh ngày 25 tháng 7 (âm lịch) năm Khang Hi thứ 45 (1706), mẹ là Thứ phi Cao thị tức Tương tần. Từ năm Khang Hi thứ 55 (1716) đến năm 61 (1722), suốt 7 năm ông thường xuyên theo Khang Hi tuần du tái ngoại, có khi thì đến bãi săn Mộc Lan săn bắn, có khi lại đến ngoại ô kinh thành dạo chơi. Sau khi Ung Chính lên ngôi, ông đổi tên thành Doãn Y để tránh kỵ huý.
Năm Ung Chính thứ 4 (1726), tháng 5, ông được phong Cố Sơn Bối tử cùng lúc với Hoàng thập ngũ tử Dận Vu được phong Đa La Bối lặc. Năm thứ 8 (1730), tháng 2, tấn phong Đa La Bối lặc. Năm thứ 12 (1734), tháng 8, Ung Chính Đế vì hai lần phái ông tế lăng đều bị ông lấy cớ bệnh từ chối. Vì vậy liền báo cho Tông nhân phủ cách đi tước vị Bối lặc của ông, hàng xuống Phụ quốc công. Cùng bị phạt với ông còn có cháu trai Hoằng Xuân (trưởng tử của Tuân Cần Quận vương Dận Trinh).

Năm thứ 13 (1735), tháng 8, Ung Chính Đế qua đời, linh cữu quàn tại Càn Thanh cung, ông không được phép hành lễ trong nội điện. "Càn Long thực lục" có ghi chép lại: "Dụ: Hoằng Chí, Hoằng Hiểu, Hoằng Cảnh, Hoằng Giao, Hoằng Phổ, đều là Hoàng khảo quyến ái giáo dưỡng. Không phải chư vương ở ngoài khác có thể so sánh. Mỗi ngày vào giờ cung hiến, cùng với chư Vương tiến vào nội điện. Công Doãn Y, Doãn Kỳ, ứng dữ Bối lặc Doãn Hi, Doãn Hỗ, đều hành lễ tại thềm son ngoài Càn Thanh cung". Tháng 9, Càn Long Đế kế vị. Ngày 24, Càn Long Đế hạ chỉ, lệnh ông có thể tiến điện hành lễ, đồng thời phục phong cho ông làm Đa La Bối lặc, lệnh thủ hộ Thái lăng. Ngày 13 tháng 11, sinh mẫu của ông là Thứ phi Cao thị được phong Hoàng khảo Tú Quý nhân. Năm Càn Long nguyên niên (1736), ngày 16 tháng 2, Càn Long Đế ra chỉ dụ:
前因雍和宫管人疏纵, 将王, 贝勒等交宗人府议处, 后经降旨, 胤祎着照侍郎之例.
.

Tiền nhân Ung Hòa cung quản nhân sơ túng, tương Vương, Bối lặc đẳng giao tông nhân phủ nghị xử, hậu kinh hàng chỉ, Dận Y trứ chiếu Thị lang chi lệ. 
Năm thứ 2 (1737), tháng 3, sau khi Ung Chính Đế nhập Thái lăng, ông đảm nhiệm việc thủ lăng. Năm Càn Long thứ 9 (1744), ông trở thành Thái lăng Lĩnh thị vệ Nội đại thần. Năm thứ 20 (1755), ngày 21 tháng 5, ông mất, thọ 50 tuổi. Thụy hiệu Giản Tĩnh (簡靖).

## Gia quyến

### Thê thiếp
- Đích Phúc tấn: Bác Nhĩ Tế Cát Đặc thị, con gái Đa La Quận vương A Bảo.[6]
- Trắc Phúc tấn:
  - Thôi thị, con gái Thôi Sĩ Quế (崔士桂).
  - Chu thị, con gái Mông Sắc (蒙色).
- Thứ Phúc tấn: Vương thị, con gái Hòa Tác Lễ (和索礼).

### Hậu duệ

#### Con trai
1. Hoằng Thường (弘晌, 1727 – 1729), chết yểu, mẹ là Thứ Phúc tấn Vương thị.
2. Hoằng Nhuận (弘闰, 1752 – 1792), mẹ là Thứ Phúc tấn Vương thị. Được phong Bối tử (1755).

#### Con gái
1. Trưởng nữ (1727 – 1795), được phong Hương quân, mẹ là Trắc Phúc tấn Thôi thị, hạ giá lấy La Bặc Tích Lạt Phổ (罗卜藏锡喇普) thuộc Bác Nhĩ Tế Cát Đặc thị của Ngao Hán bộ (1743).
2. Nhị nữ (1729 – 1794), được phong Hương quân, mẹ là Trắc Phúc tấn Chu thị.

## Phả hệ Giản Tĩnh Bối lặc
|                                                                     |                                                                     |                                                                     |                                                                     |                                                                     |                                                                     |  |  |  |  |  |  |                                                                                      |                                                                                      |                                                                                      |                                                                                      |                                                                                      |                                                                                      |  |  |  |  |  |  |                                                                            |                                                                            |                                                                            |                                                                            | Quá kế                                                                     |                                                                            |  |  |  |  |  |  |  |  |  |  |  |  |  |  |  |  |  |  |  |  |
|                                                                     |                                                                     |                                                                     |                                                                     |                                                                     |                                                                     |  |  |  |  |  |  | Giản Tĩnh Bối lặc Doãn Y 1706 - 1726 - 1755                                          |                                                                                      |                                                                                      |                                                                                      |                                                                                      |                                                                                      |  |  |  |  |  |  |                                                                            |                                                                            |                                                                            |                                                                            |                                                                            |                                                                            |  |  |  |  |  |  |  |  |  |  |  |  |  |  |  |  |  |  |  |  |
|                                                                     |                                                                     |                                                                     |                                                                     |                                                                     |                                                                     |  |  |  |  |  |  |                                                                                      |                                                                                      |                                                                                      |                                                                                      |                                                                                      |                                                                                      |  |  |  |  |  |  |                                                                            |                                                                            |                                                                            |                                                                            |                                                                            |                                                                            |  |  |  |  |  |  |  |  |  |  |  |  |  |  |  |  |  |  |  |  |
|                                                                     |                                                                     |                                                                     |                                                                     |                                                                     |                                                                     |  |  |  |  |  |  | Bối tử Hoằng Nhuận (弘闰) 1751 - 1755 - 1791                                         |                                                                                      |                                                                                      |                                                                                      |                                                                                      |                                                                                      |  |  |  |  |  |  |                                                                            |                                                                            |                                                                            |                                                                            |                                                                            |                                                                            |  |  |  |  |  |  |  |  |  |  |  |  |  |  |  |  |  |  |  |  |
|                                                                     |                                                                     |                                                                     |                                                                     |                                                                     |                                                                     |  |  |  |  |  |  |                                                                                      |                                                                                      |                                                                                      |                                                                                      |                                                                                      |                                                                                      |  |  |  |  |  |  |                                                                            |                                                                            |                                                                            |                                                                            |                                                                            |                                                                            |  |  |  |  |  |  |  |  |  |  |  |  |  |  |  |  |  |  |  |  |
|                                                                     |                                                                     |                                                                     |                                                                     |                                                                     |                                                                     |  |  |  |  |  |  |                                                                                      |                                                                                      |                                                                                      |                                                                                      |                                                                                      |                                                                                      |  |  |  |  |  |  |                                                                            |                                                                            |                                                                            |                                                                            |                                                                            |                                                                            |  |  |  |  |  |  |  |  |  |  |  |  |  |  |  |  |  |  |  |  |
| Phụng ân Phụ quốc công Vĩnh Ngọc (永玉) 1772 - 1792 - 1827          | Phụng ân Phụ quốc công Vĩnh Ngọc (永玉) 1772 - 1792 - 1827          | Phụng ân Phụ quốc công Vĩnh Ngọc (永玉) 1772 - 1792 - 1827          | Phụng ân Phụ quốc công Vĩnh Ngọc (永玉) 1772 - 1792 - 1827          | Phụng ân Phụ quốc công Vĩnh Ngọc (永玉) 1772 - 1792 - 1827          | Phụng ân Phụ quốc công Vĩnh Ngọc (永玉) 1772 - 1792 - 1827          |  |  |  |  |  |  | Tam đẳng Phụ quốc Tướng quân Vĩnh Quần (永羣) 1779 - 1818                            | Tam đẳng Phụ quốc Tướng quân Vĩnh Quần (永羣) 1779 - 1818                            | Tam đẳng Phụ quốc Tướng quân Vĩnh Quần (永羣) 1779 - 1818                            | Tam đẳng Phụ quốc Tướng quân Vĩnh Quần (永羣) 1779 - 1818                            | Tam đẳng Phụ quốc Tướng quân Vĩnh Quần (永羣) 1779 - 1818                            | Tam đẳng Phụ quốc Tướng quân Vĩnh Quần (永羣) 1779 - 1818                            |  |  |  |  |  |  | Nhị đẳng Phụ quốc Tướng quân Vĩnh Thái (永彩) 1786 - 1815                  | Nhị đẳng Phụ quốc Tướng quân Vĩnh Thái (永彩) 1786 - 1815                  | Nhị đẳng Phụ quốc Tướng quân Vĩnh Thái (永彩) 1786 - 1815                  | Nhị đẳng Phụ quốc Tướng quân Vĩnh Thái (永彩) 1786 - 1815                  | Nhị đẳng Phụ quốc Tướng quân Vĩnh Thái (永彩) 1786 - 1815                  | Nhị đẳng Phụ quốc Tướng quân Vĩnh Thái (永彩) 1786 - 1815                  |  |  |  |  |  |  |  |  |  |  |  |  |  |  |  |  |  |  |  |  |
| Phụng ân Phụ quốc công Vĩnh Ngọc (永玉) 1772 - 1792 - 1827          | Phụng ân Phụ quốc công Vĩnh Ngọc (永玉) 1772 - 1792 - 1827          | Phụng ân Phụ quốc công Vĩnh Ngọc (永玉) 1772 - 1792 - 1827          | Phụng ân Phụ quốc công Vĩnh Ngọc (永玉) 1772 - 1792 - 1827          | Phụng ân Phụ quốc công Vĩnh Ngọc (永玉) 1772 - 1792 - 1827          | Phụng ân Phụ quốc công Vĩnh Ngọc (永玉) 1772 - 1792 - 1827          |  |  |  |  |  |  | Tam đẳng Phụ quốc Tướng quân Vĩnh Quần (永羣) 1779 - 1818                            | Tam đẳng Phụ quốc Tướng quân Vĩnh Quần (永羣) 1779 - 1818                            | Tam đẳng Phụ quốc Tướng quân Vĩnh Quần (永羣) 1779 - 1818                            | Tam đẳng Phụ quốc Tướng quân Vĩnh Quần (永羣) 1779 - 1818                            | Tam đẳng Phụ quốc Tướng quân Vĩnh Quần (永羣) 1779 - 1818                            | Tam đẳng Phụ quốc Tướng quân Vĩnh Quần (永羣) 1779 - 1818                            |  |  |  |  |  |  | Nhị đẳng Phụ quốc Tướng quân Vĩnh Thái (永彩) 1786 - 1815                  | Nhị đẳng Phụ quốc Tướng quân Vĩnh Thái (永彩) 1786 - 1815                  | Nhị đẳng Phụ quốc Tướng quân Vĩnh Thái (永彩) 1786 - 1815                  | Nhị đẳng Phụ quốc Tướng quân Vĩnh Thái (永彩) 1786 - 1815                  | Nhị đẳng Phụ quốc Tướng quân Vĩnh Thái (永彩) 1786 - 1815                  | Nhị đẳng Phụ quốc Tướng quân Vĩnh Thái (永彩) 1786 - 1815                  |  |  |  |  |  |  |  |  |  |  |  |  |  |  |  |  |  |  |  |  |
|                                                                     |                                                                     |                                                                     |                                                                     |                                                                     |                                                                     |  |  |  |  |  |  |                                                                                      |                                                                                      |                                                                                      |                                                                                      |                                                                                      |                                                                                      |  |  |  |  |  |  |                                                                            |                                                                            |                                                                            |                                                                            |                                                                            |                                                                            |  |  |  |  |  |  |  |  |  |  |  |  |  |  |  |  |  |  |  |  |
|                                                                     |                                                                     |                                                                     |                                                                     |                                                                     |                                                                     |  |  |  |  |  |  | Dĩ Cách Bất nhập Bát phân Trấn quốc công Miên Thông (绵通) 1807 - 1827 - 1838 - 1858 | Dĩ Cách Bất nhập Bát phân Trấn quốc công Miên Thông (绵通) 1807 - 1827 - 1838 - 1858 | Dĩ Cách Bất nhập Bát phân Trấn quốc công Miên Thông (绵通) 1807 - 1827 - 1838 - 1858 | Dĩ Cách Bất nhập Bát phân Trấn quốc công Miên Thông (绵通) 1807 - 1827 - 1838 - 1858 | Dĩ Cách Bất nhập Bát phân Trấn quốc công Miên Thông (绵通) 1807 - 1827 - 1838 - 1858 | Dĩ Cách Bất nhập Bát phân Trấn quốc công Miên Thông (绵通) 1807 - 1827 - 1838 - 1858 |  |  |  |  |  |  | Bất nhập Bát phân Trấn quốc công Miên Thọ (绵寿) 1813 - 1838 - 1861 - 1871 | Bất nhập Bát phân Trấn quốc công Miên Thọ (绵寿) 1813 - 1838 - 1861 - 1871 | Bất nhập Bát phân Trấn quốc công Miên Thọ (绵寿) 1813 - 1838 - 1861 - 1871 | Bất nhập Bát phân Trấn quốc công Miên Thọ (绵寿) 1813 - 1838 - 1861 - 1871 | Bất nhập Bát phân Trấn quốc công Miên Thọ (绵寿) 1813 - 1838 - 1861 - 1871 | Bất nhập Bát phân Trấn quốc công Miên Thọ (绵寿) 1813 - 1838 - 1861 - 1871 |  |  |  |  |  |  |  |  |  |  |  |  |  |  |  |  |  |  |  |  |
|                                                                     |                                                                     |                                                                     |                                                                     |                                                                     |                                                                     |  |  |  |  |  |  | Dĩ Cách Bất nhập Bát phân Trấn quốc công Miên Thông (绵通) 1807 - 1827 - 1838 - 1858 | Dĩ Cách Bất nhập Bát phân Trấn quốc công Miên Thông (绵通) 1807 - 1827 - 1838 - 1858 | Dĩ Cách Bất nhập Bát phân Trấn quốc công Miên Thông (绵通) 1807 - 1827 - 1838 - 1858 | Dĩ Cách Bất nhập Bát phân Trấn quốc công Miên Thông (绵通) 1807 - 1827 - 1838 - 1858 | Dĩ Cách Bất nhập Bát phân Trấn quốc công Miên Thông (绵通) 1807 - 1827 - 1838 - 1858 | Dĩ Cách Bất nhập Bát phân Trấn quốc công Miên Thông (绵通) 1807 - 1827 - 1838 - 1858 |  |  |  |  |  |  | Bất nhập Bát phân Trấn quốc công Miên Thọ (绵寿) 1813 - 1838 - 1861 - 1871 | Bất nhập Bát phân Trấn quốc công Miên Thọ (绵寿) 1813 - 1838 - 1861 - 1871 | Bất nhập Bát phân Trấn quốc công Miên Thọ (绵寿) 1813 - 1838 - 1861 - 1871 | Bất nhập Bát phân Trấn quốc công Miên Thọ (绵寿) 1813 - 1838 - 1861 - 1871 | Bất nhập Bát phân Trấn quốc công Miên Thọ (绵寿) 1813 - 1838 - 1861 - 1871 | Bất nhập Bát phân Trấn quốc công Miên Thọ (绵寿) 1813 - 1838 - 1861 - 1871 |  |  |  |  |  |  |  |  |  |  |  |  |  |  |  |  |  |  |  |  |
|                                                                     |                                                                     |                                                                     |                                                                     |                                                                     |                                                                     |  |  |  |  |  |  |                                                                                      |                                                                                      |                                                                                      |                                                                                      |                                                                                      |                                                                                      |  |  |  |  |  |  |                                                                            |                                                                            |                                                                            |                                                                            |                                                                            |                                                                            |  |  |  |  |  |  |  |  |  |  |  |  |  |  |  |  |  |  |  |  |
|                                                                     |                                                                     |                                                                     |                                                                     |                                                                     |                                                                     |  |  |  |  |  |  | Bất nhập Bát phân Trấn quốc công Dịch Hạ (奕贺) 1855 - 1861 - 1889                   |                                                                                      |                                                                                      |                                                                                      |                                                                                      |                                                                                      |  |  |  |  |  |  |                                                                            |                                                                            |                                                                            |                                                                            |                                                                            |                                                                            |  |  |  |  |  |  |  |  |  |  |  |  |  |  |  |  |  |  |  |  |
|                                                                     |                                                                     |                                                                     |                                                                     |                                                                     |                                                                     |  |  |  |  |  |  |                                                                                      |                                                                                      |                                                                                      |                                                                                      |                                                                                      |                                                                                      |  |  |  |  |  |  |                                                                            |                                                                            |                                                                            |                                                                            |                                                                            |                                                                            |  |  |  |  |  |  |  |  |  |  |  |  |  |  |  |  |  |  |  |  |
|                                                                     |                                                                     |                                                                     |                                                                     |                                                                     |                                                                     |  |  |  |  |  |  |                                                                                      |                                                                                      |                                                                                      |                                                                                      |                                                                                      |                                                                                      |  |  |  |  |  |  |                                                                            |                                                                            |                                                                            |                                                                            |                                                                            |                                                                            |  |  |  |  |  |  |  |  |  |  |  |  |  |  |  |  |  |  |  |  |
| Bất nhập Bát phân Trấn quốc công Tái Việt (載鉞) 1877 - 1889 - 1904 | Bất nhập Bát phân Trấn quốc công Tái Việt (載鉞) 1877 - 1889 - 1904 | Bất nhập Bát phân Trấn quốc công Tái Việt (載鉞) 1877 - 1889 - 1904 | Bất nhập Bát phân Trấn quốc công Tái Việt (載鉞) 1877 - 1889 - 1904 | Bất nhập Bát phân Trấn quốc công Tái Việt (載鉞) 1877 - 1889 - 1904 | Bất nhập Bát phân Trấn quốc công Tái Việt (載鉞) 1877 - 1889 - 1904 |  |  |  |  |  |  |                                                                                      |                                                                                      |                                                                                      |                                                                                      |                                                                                      |                                                                                      |  |  |  |  |  |  | Bất nhập Bát phân Trấn quốc công Tái Khải (載鎧) 1878 - 1905 - 1928        | Bất nhập Bát phân Trấn quốc công Tái Khải (載鎧) 1878 - 1905 - 1928        | Bất nhập Bát phân Trấn quốc công Tái Khải (載鎧) 1878 - 1905 - 1928        | Bất nhập Bát phân Trấn quốc công Tái Khải (載鎧) 1878 - 1905 - 1928        | Bất nhập Bát phân Trấn quốc công Tái Khải (載鎧) 1878 - 1905 - 1928        | Bất nhập Bát phân Trấn quốc công Tái Khải (載鎧) 1878 - 1905 - 1928        |  |  |  |  |  |  |  |  |  |  |  |  |  |  |  |  |  |  |  |  |
| Bất nhập Bát phân Trấn quốc công Tái Việt (載鉞) 1877 - 1889 - 1904 | Bất nhập Bát phân Trấn quốc công Tái Việt (載鉞) 1877 - 1889 - 1904 | Bất nhập Bát phân Trấn quốc công Tái Việt (載鉞) 1877 - 1889 - 1904 | Bất nhập Bát phân Trấn quốc công Tái Việt (載鉞) 1877 - 1889 - 1904 | Bất nhập Bát phân Trấn quốc công Tái Việt (載鉞) 1877 - 1889 - 1904 | Bất nhập Bát phân Trấn quốc công Tái Việt (載鉞) 1877 - 1889 - 1904 |  |  |  |  |  |  |                                                                                      |                                                                                      |                                                                                      |                                                                                      |                                                                                      |                                                                                      |  |  |  |  |  |  | Bất nhập Bát phân Trấn quốc công Tái Khải (載鎧) 1878 - 1905 - 1928        | Bất nhập Bát phân Trấn quốc công Tái Khải (載鎧) 1878 - 1905 - 1928        | Bất nhập Bát phân Trấn quốc công Tái Khải (載鎧) 1878 - 1905 - 1928        | Bất nhập Bát phân Trấn quốc công Tái Khải (載鎧) 1878 - 1905 - 1928        | Bất nhập Bát phân Trấn quốc công Tái Khải (載鎧) 1878 - 1905 - 1928        | Bất nhập Bát phân Trấn quốc công Tái Khải (載鎧) 1878 - 1905 - 1928        |  |  |  |  |  |  |  |  |  |  |  |  |  |  |  |  |  |  |  |  |
|                                                                     |                                                                     |                                                                     |                                                                     |                                                                     |                                                                     |  |  |  |  |  |  |                                                                                      |                                                                                      |                                                                                      |                                                                                      |                                                                                      |                                                                                      |  |  |  |  |  |  |                                                                            |                                                                            |                                                                            |                                                                            |                                                                            |                                                                            |  |  |  |  |  |  |  |  |  |  |  |  |  |  |  |  |  |  |  |  |
|                                                                     |                                                                     |                                                                     |                                                                     |                                                                     |                                                                     |  |  |  |  |  |  | Phổ Hiệu (溥斆) 1905 - ?                                                             |                                                                                      |                                                                                      |                                                                                      |                                                                                      |                                                                                      |  |  |  |  |  |  |                                                                            |                                                                            |                                                                            |                                                                            |                                                                            |                                                                            |  |  |  |  |  |  |  |  |  |  |  |  |  |  |  |  |  |  |  |  |
|                                                                     |                                                                     |                                                                     |                                                                     |                                                                     |                                                                     |  |  |  |  |  |  |                                                                                      |                                                                                      |                                                                                      |                                                                                      |                                                                                      |                                                                                      |  |  |  |  |  |  |                                                                            |                                                                            |                                                                            |                                                                            |                                                                            |                                                                            |  |  |  |  |  |  |  |  |  |  |  |  |  |  |  |  |  |  |  |  |
|                                                                     |                                                                     |                                                                     |                                                                     |                                                                     |                                                                     |  |  |  |  |  |  | Dục Kỳ (毓耆) 1926 - ?                                                               |                                                                                      |                                                                                      |                                                                                      |                                                                                      |                                                                                      |  |  |  |  |  |  |                                                                            |                                                                            |                                                                            |                                                                            |                                                                            |                                                                            |  |  |  |  |  |  |  |  |  |  |  |  |  |  |  |  |  |  |  |  |